# 임충식 (공무원)
임충식(任忠植)은 대한민국의 공무원이다. 

## 학력
- 한국외국어대학교 학사
- 한국외국어대학교 대학원 수료
- 델라웨어대학교 대학원 정책학 석사

## 경력
- 1982.11 : 공업진흥청 사무관
- 1993.01 : 공업진흥청 공보담당관
- 중소기업청 국제협력과장
- 2005.07 ~ 2006.02 : 중소기업청 감사담당관
- 2006.02 : 서울지방중소기업청 청장
- 2008.12 : 광주전남지방 중소기업청 청장
- 2011.03 : 중소기업청 차장
- 2012.02 ~ 2015.04: 신용보증재단중앙회 회장
- 2016.03 : 한남대학교 산학협력부총장

## 참고
| 전임 정영태 | 제27대 중소기업청 차장 2011년 3월 7일 ~ 2012년 2월 13일 | 후임 김순철 |